# Zračna obramba
Zračna obramba je sistem opazovalnic, radarjev, radarskih postaj, raketnih protiletalskih sistemov, topniških in strojničnih protiletalskih orožij, katerih namen je preprečiti oziroma onesposobiti sovražnikove letalske sile v lastnem zračnem prostoru.
Kot je zgoraj omenjeno je glavna naloga protizračne obrambe, da zazna sovražna letala in jih uniči. Glavna težava pa je zadeti cilj v tri-dimenzionalnem (3D) prostoru. To pomeni da mora biti projektil voden v tarčo ali biti namerjen v predvideno točko, da bo le ta zadel tarčo. Računati moramo še hitrost in smer gibanja tarče, prav tako pa tudi hitrost projektila in njegovo smer gibanja. 
Skozi 20.stoletje je bila protizračna obramba ena najhitreje se razvijajočih se področij v vojaški industriji. Razvijala se je glede na razvoj letal, radarjev, vodenih raket in seveda računalniško tehnologijo. Razvoj protiletalske obrambe je pokrival področja razvoja senzorjev, namerilnih naprav, orožja za protiletalsko obrambo in seveda nadzor nad orožjem ter enotami. Na začetku 20.stoletja so bila le ta zelo nedodelana ali celo niso obstajala.